# София Албертина фон Золмс-Зоненвалде
София Албертина фон Золмс-Зоненвалде (на немски: Sophie Albertina zu Solms-Sonnenwalde; * 2 октомври 1672 в Зоненвалде; † 12 юни 1708 в Бернбург) е графиня от Золмс-Зоненвалде и чрез женитба княгиня на Анхалт-Бернбург.
Тя е най-малката дъщеря на граф Георг Фридрих фон Золмс-Зоненвалде (1626 – 1688) и на принцеса Анна София фон Анхалт-Бернбург (1640 – 1704), дъщеря на княз Кристиан II фон Анхалт-Бернбург и принцеса Елеонора София фон Шлезвиг-Холщайн-Зондербург.

## Фамилия
София Албертина се омъжва на 25 юни 1692 г. в Бернбург за братовчед ѝ княз Карл Фридрих фон Анхалт-Бернбург (1668 – 1721), син на княз Виктор I Амадей фон Анхалт-Бернбург (1568 – 1630). Майка ѝ Анна София е сестра на баща му княз Виктор Амадей. Тя е първата му съпруга. Те имат шест деца:
- Елизабет Албертина (1693 – 1774)

∞ 1712 княз Гюнтер XLIII фон Шварцбург-Зондерсхаузен (1678 – 1740)
- Фридрих Вилхелм (1694)
- Шарлота София (1696 – 1762)

∞ 1721 принц Август I фон Шварцбург-Зондерсхаузен (1691 – 1750)
- Августа Вилхелмина (1697 – 1767)
- Виктор II Фридрих (1700 – 1765), княз фон Анхалт-Бернбург

∞ 1. 1724 принцеса Луиза фон Анхалт-Десау (1709 – 1732)
∞ 2. 1733 принцеса Албертина фон Бранденбург-Швет (1712 – 1750)
∞ 3. 1750 Констанца Шмидт, фон Бер 1752
- Фридерика Хенриета (1702 – 1723)

∞ 1721 княз Леополд фон Анхалт-Кьотен (1694 – 1728)